# Жюй
Жюй (фр. Juilles) — коммуна во Франции, находится в регионе Юг — Пиренеи. Департамент — Жер. Входит в состав кантона Жимонт. Округ коммуны — Ош.
Код INSEE коммуны — 32165.

## География

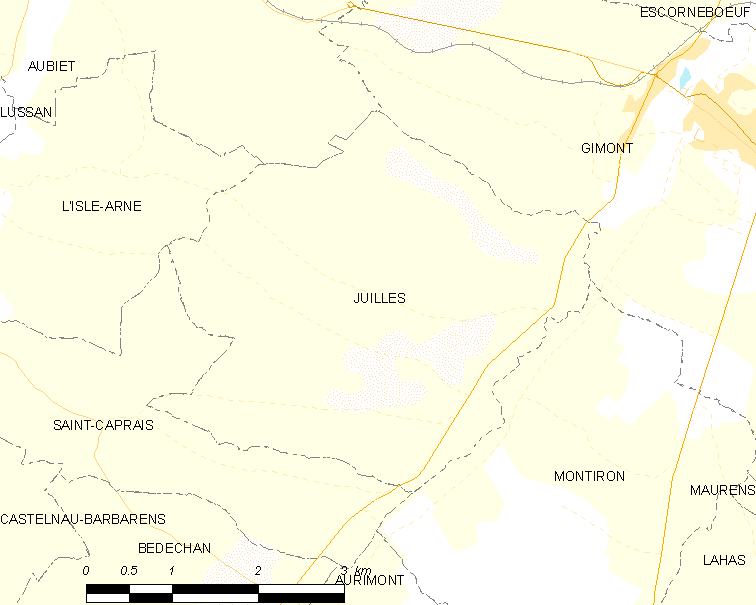
Карта коммуны

Коммуна расположена приблизительно в 600 км к югу от Парижа, в 50 км западнее Тулузы, в 21 км к востоку от Оша.
На востоке коммуны протекает река Жимон.

## Климат
Климат умеренно-океанический. Лето жаркое и немного дождливое, температура часто превышает 35 °С. Зимой часто бывает отрицательная температура и ночные заморозки. Годовое количество осадков — 700—900 мм.

## Население
Население коммуны на 2010 год составляло 225 человек.
| 1962 | 1968 | 1975 | 1982 | 1990 | 1999 | 2010 |
| ---- | ---- | ---- | ---- | ---- | ---- | ---- |
| 217  | 193  | 170  | 182  | 168  | 180  | 225  |

## Администрация
| Период | Период | Фамилия      | Партия | Примечания |
| ------ | ------ | ------------ | ------ | ---------- |
| 2001   | 2020   | Пьер Румегер |        |            |

## Экономика
В 2010 году среди 140 человек трудоспособного возраста (15-64 лет) 111 были экономически активными, 29 — неактивными (показатель активности — 79,3 %, в 1999 году было 70,5 %). Из 111 активных жителей работали 103 человека (57 мужчин и 46 женщин), безработных было 8 (1 мужчина и 7 женщин). Среди 29 неактивных 3 человека были учениками или студентами, 15 — пенсионерами, 11 были неактивными по другим причинам.

## Фотогалерея

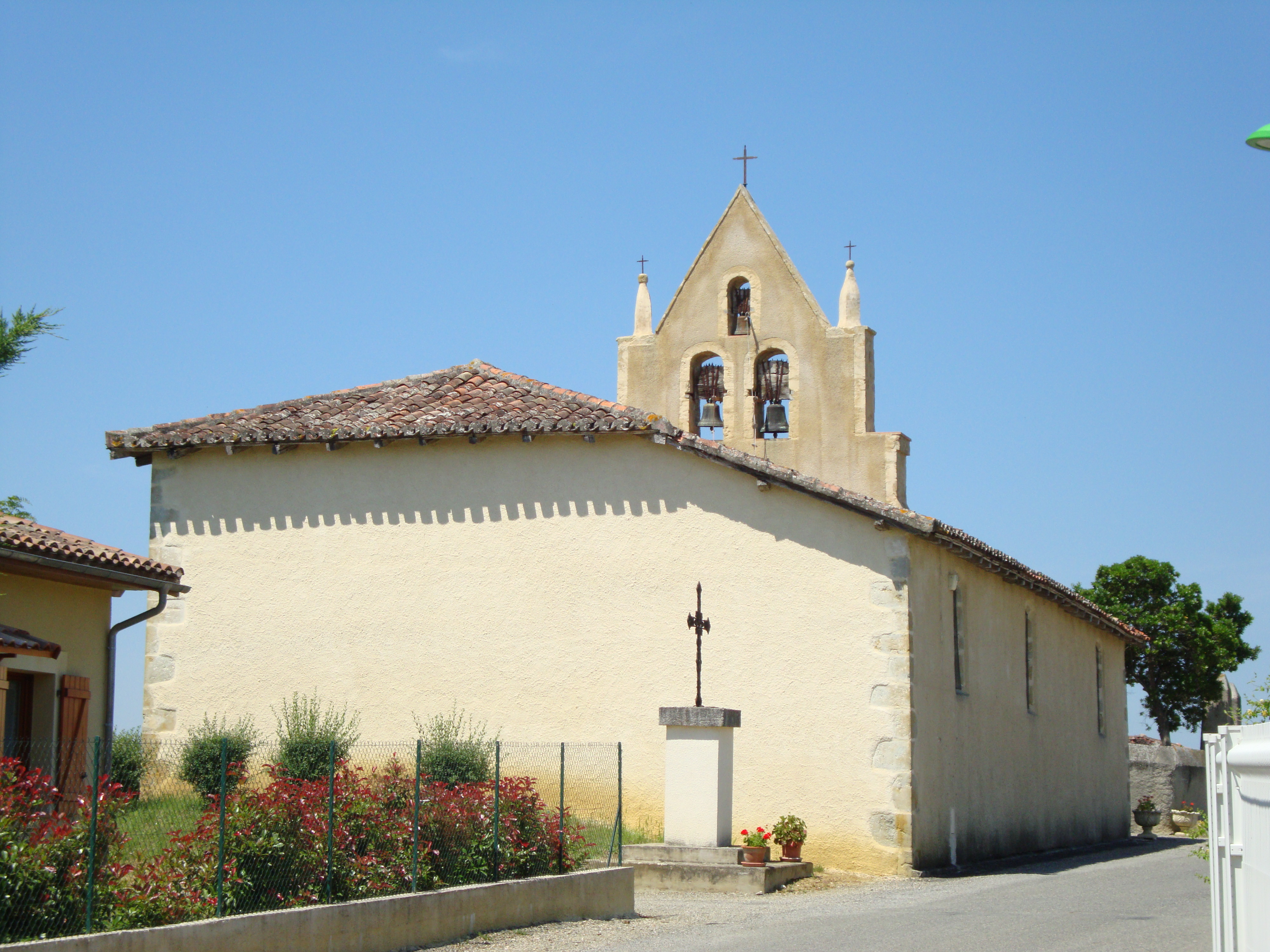
Церковь и крест
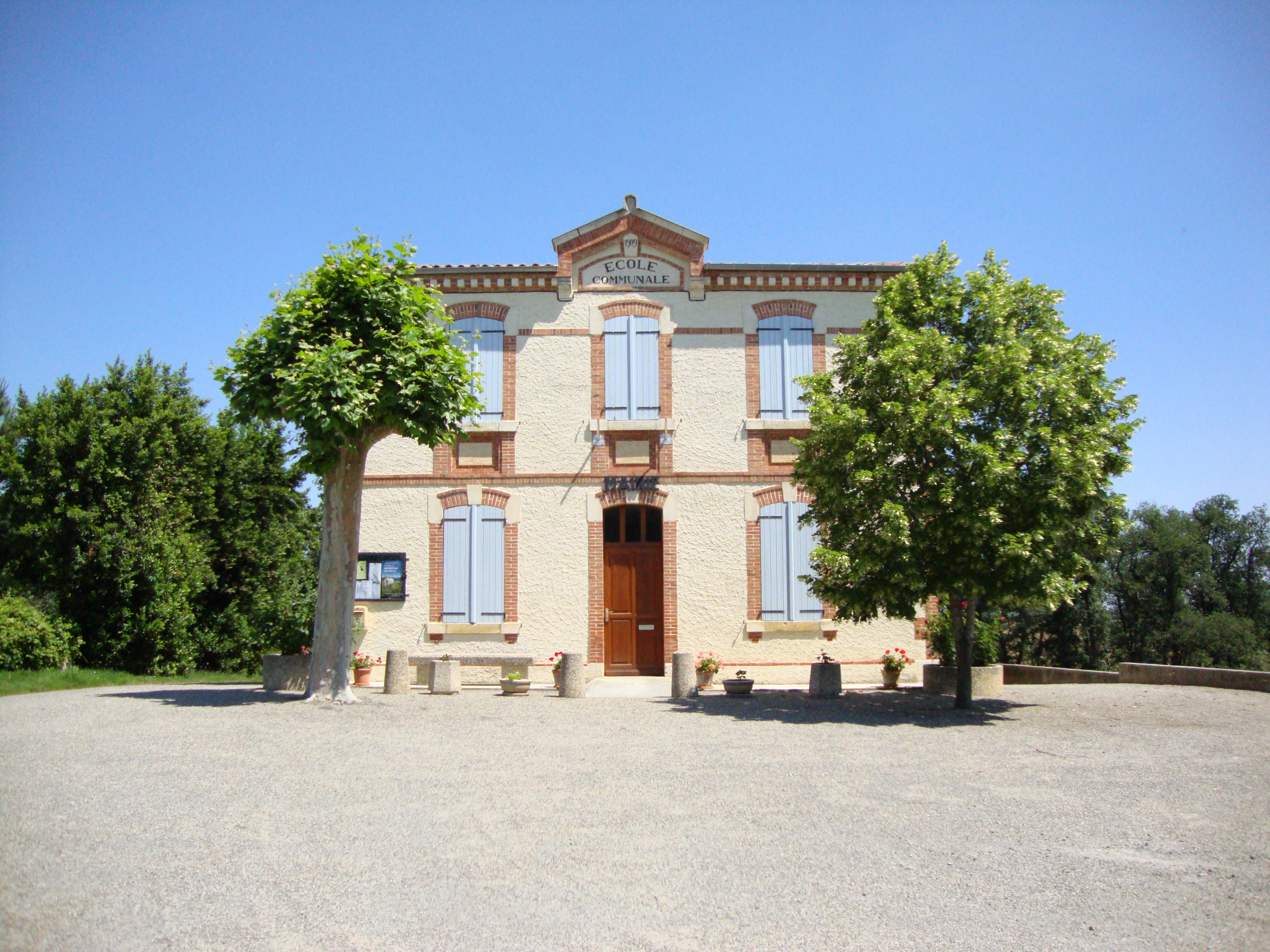
Мэрия-школа
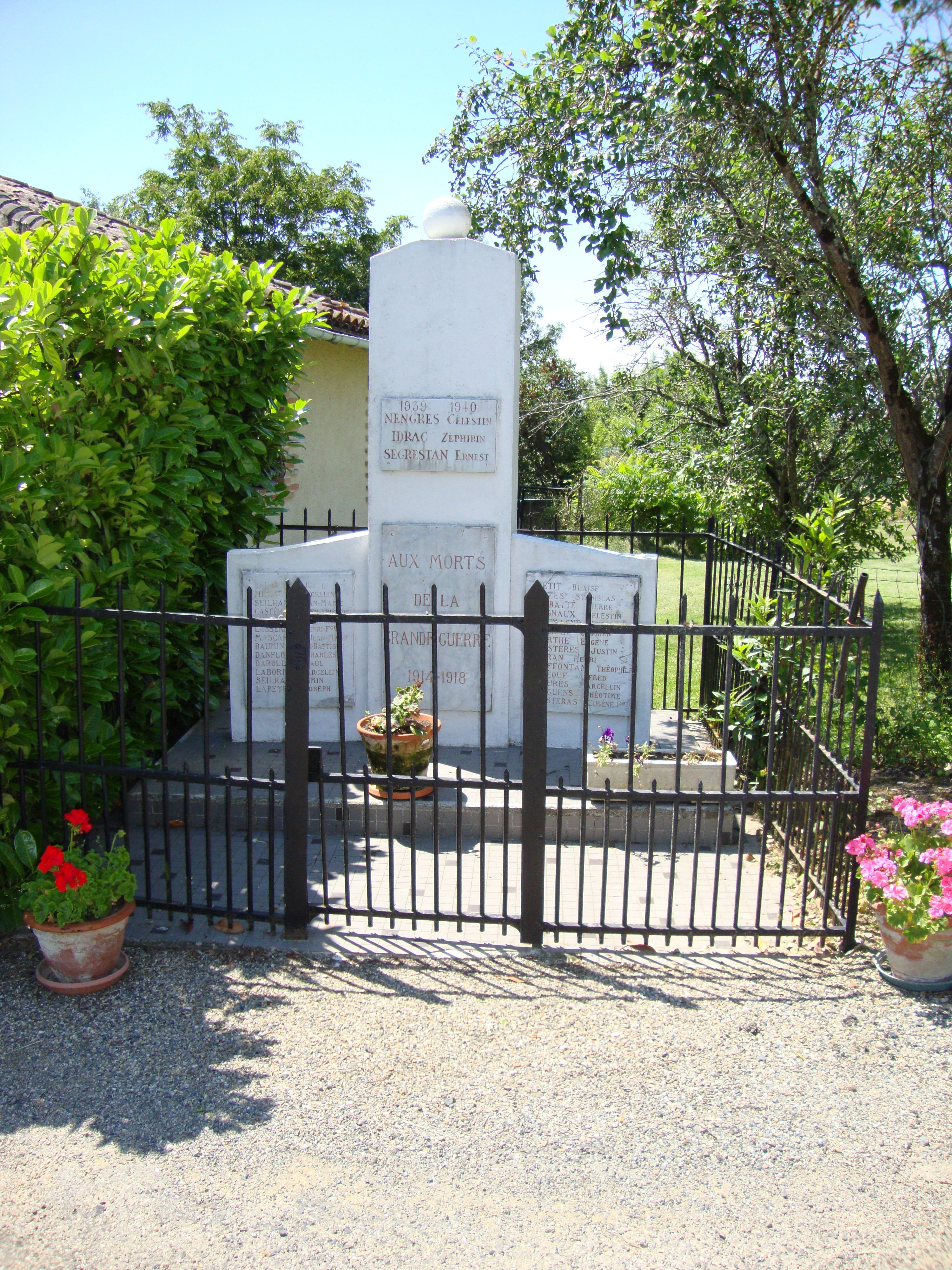
Военный мемориал
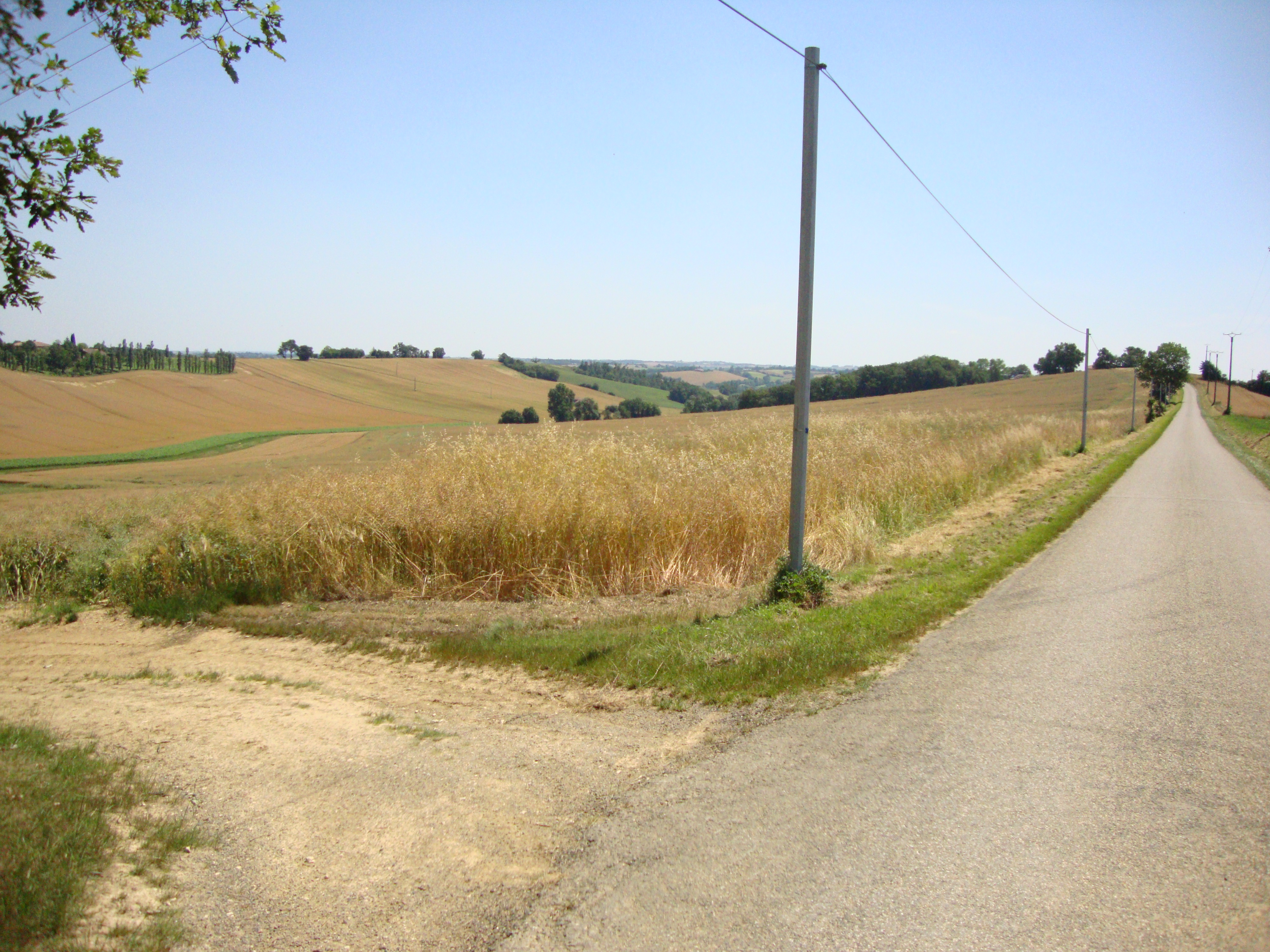
Жюй
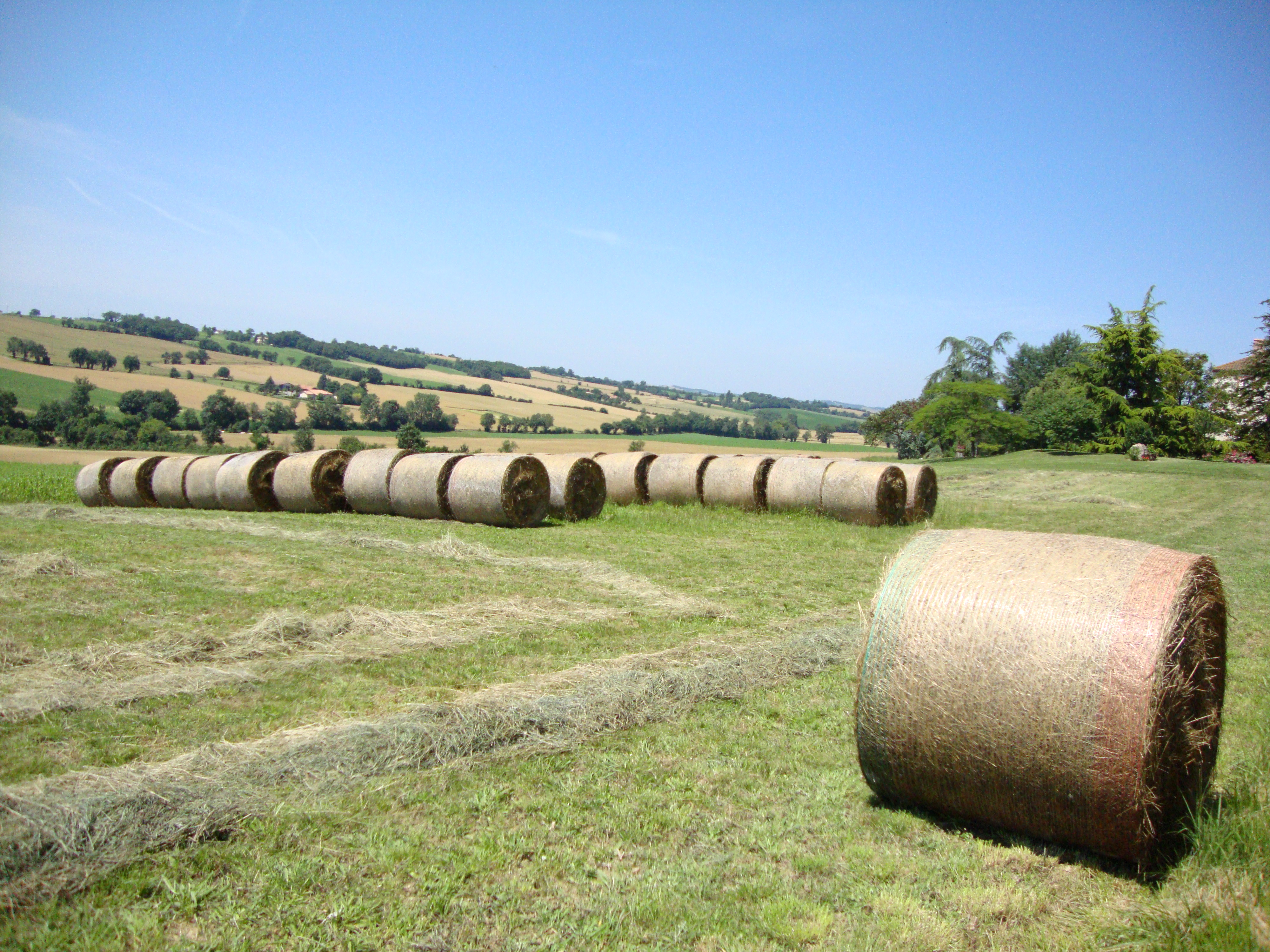
Жюй